# Арроссамена, Николя
Николя Арроссамена (фр. Nicolas Arrossamena; 9 января 1990, Сен-Пьер, Франция) — французский профессиональный хоккеист, нападающий клуба «Англет». Игрок сборной Франции по хоккею с шайбой.

## Биография
Николя Арроссамена родился 9 января 1990 года в городе Сан-Пьер. Его отец, также хоккеист Реми, выступал в 1986 году за хоккейный клуб «Гренобль». В этом же клубе начал профессиональную карьеру и Николя. В сезоне 2008/09 «Гренобль» поднялся в высшую лигу. Арроссамена дебютировал в элитной лиге Франции, завоевал с командой серебряные медали регулярного сезона и кубок Магнуса по итогам плей-офф. В 2011 году игрок впервые сыграл за национальную сборную Франции на чемпионате мира. В апреле 2013 года перешёл в хоккейный клуб «Гап». В 2016 году подписал контракт с клубом «Эпиналь».